# Едвін Портер
Едвін Портер (англ. Edwin Stanton Porter; 21 квітня 1870, Коннеллсвілл, Пенсільванія, США — 30 квітня 1941, Нью-Йорк, США) — американський кінорежисер, оператор, продюсер і сценарист.

## Життєпис
Один із піонерів американської кіноіндустрії. Після служби в армії почав працювати на кіностудії Томаса Едісона. З 1900 року — керівник лабораторії. У 1911 році заснував власну студію «Рекс»(англ.).

## Фільмографія
- 1898 — Сон кавалера
- 1900 — Фауст і Маргарита
- 1901 — Що сталося на 23-й вулиці в Нью-Йорку
- 1901 — Любов до світла Місяця
- 1901 — День у цирку
- 1901 — Інша робота для Андертейкера
- 1901 — Дилема митця
- 1902 — Життя американського пожежника
- 1903 — Дорога антрациту
- 1903 — Велике пограбування потяга
- 1904 — Фабрика собак
- 1904 — Європейське лікування
- 1905 — Ніч перед Різдвом
- 1908 — Врятований з орлиного гнізда
- 1910 — Аліса в країні чудес
- 1915 — Вічне місто